# 許滕 (蘇黎世州)
许滕（德語：Hütten）是瑞士联邦苏黎世州豪尔根区的已废除市镇，2019年1月1日市镇合并之后是韦登斯维尔的组成部分。许滕面积为7.24平方千米，海拔高度729米，2018年12月31日人口数为887。